# Trần Toàn Quốc
Trần Toàn Quốc (tiếng Trung: 陈全国; Chen Quanguo, sinh tháng 11 năm 1955) là một chính trị gia người Trung Quốc và nguyên là Bí thư Đảng ủy Khu tự trị Duy Ngô Nhĩ Tân Cương. Ông quê tại tỉnh Hà Nam, thuộc khóa sinh viên đầu tiên tốt nghiệp đại học sau khi phục hồi kỳ thi cao khảo năm 1978. Ông thăng tiến tại tỉnh nhà từ một quan chức địa phương đến phó Bí thư Tỉnh ủy. Năm 2009, ông trở thành Tỉnh trưởng Chính phủ Nhân dân tỉnh Hà Bắc, đến năm 2011 thì trở thành Bí thư Đảng ủy Khu tự trị Tây Tạng.

## Sự nghiệp

### Trong quân ngũ và đại học
Trần Toàn Quốc là người huyện Bình Dư, Trú Mã Điếm, Hà Nam. Tháng 12 năm 1973, ở tuổi 18, ông bắt đầu phục vụ trong Quân Giải phóng Nhân dân. Ông gia nhập Đảng Cộng sản Trung Quốc vào tháng 2 năm 1976. Sau khi phục viên vào tháng 3 năm 1977, ông làm công nhân tại một xưởng linh kiện ô tô tại Trú Mã Điếm.
Sau khi Trung Quốc phục hồi khảo thí chiêu sinh Đại học-Cao đẳng toàn quốc, vào tháng 3 năm 1978, Trần Toàn Quốc được nhận vào học tập chuyên nghiệp tại khoa Kinh tế của Đại học Trịnh Châu ở tỉnh lỵ.

### Công tác tại Hà Nam
Trần Toàn Quốc tốt nghiệp Đại học Trịnh Châu vào tháng 12 năm 1981 và trở về công tác tại công xã Tân Điếm ở huyện Bình Dư quê nhà. Từ năm 1983, ông bắt đầu làm việc ở Địa cấp thị Trú Mã Điếm, và đến năm 1988 thì trở thành Bí thư Huyện ủy huyện Toại Bình cũng thuộc Địa cấp thị Trú Mã Điếm. Năm 1994, ông được bổ nhiệm làm Trưởng ban Tổ chức Đảng ủy ở Địa cấp thị Bình Đính Sơn lân cận.
Từ năm 1995 đến năm 1997, Trần Toàn Quốc học tập thạc sĩ chuyên nghiệp tại chức tại Học viện Quản lý Công-Thương thuộc Đại học Công nghệ Vũ Hán, nhận được bằng Thạc sĩ kinh tế học. Từ năm 1996 đến năm 1998, ông đảm nhiệm chức vụ Phó Bí thư Thị ủy, Thị trưởng thành phố Tháp Hà thuộc tỉnh Hà Nam.
Tháng 1 năm 1998, Trần Toàn Quốc được bổ nhiệm làm Phó Tỉnh trưởng Chính phủ Nhân dân tỉnh Hà Nam, Năm 2000 được bổ nhiệm giữ chức Trưởng ban Tổ chức Tỉnh ủy, Đến tháng 4 năm 2003 được bầu làm Phó Bí thư Tỉnh ủy.

### Công tác tại Hà Bắc
Vào tháng 11 năm 2009, Trần Toàn Quốc chuyến đến tỉnh Hà Bắc và giữ chức Phó Bí thư Tỉnh ủy, quyền Tỉnh trưởng Chính phủ Nhân dân tỉnh Hà Bắc, thay thế Hồ Xuân Hoa, người trở thành Bí thư Đảng ủy Khu tự trị Nội Mông. Vào tháng 1 năm 2010, ông chính thức được bầu làm Tỉnh trưởng tỉnh Hà Bắc.

### Công tác tại Tây Tạng
Vào tháng 8 năm 2011, Trần Toàn Quốc trở thành Bí thư Đảng ủy Khu tự trị Tây Tạng, người đứng đầu Khu tự trị này. Ông thay thế Trương Khánh Lê, người trở thành Bí thư Tỉnh ủy Hà Bắc. Cấp dưới của Trần Toàn Quốc là Chủ tịch Khu tự trị Tây Tạng, Padma Choling, và từ tháng 1 năm 2013 là Losang Jamcan.
Trần Toàn Quốc là Ủy viên dự khuyết của Ủy ban Trung ương đảng khóa 17 của Đảng Cộng sản Trung Quốc, và trở thành Ủy viên chính thức khóa 18.

### Công tác tại Tân Cương
Trần Toàn Quốc trở thành Bí thư Ủy ban Đảng Cộng sản Trung Quốc tại Tân Cương vào tháng 8 năm 2016, thay thế Trương Xuân Hiền. Đến khi nhậm chức tại Tân Cương, Trần Toàn Quốc trở thành quan chức cấp cao đầu tiên trong lịch sử Cộng hòa Nhân dân Trung Hoa đảm nhiệm các vị trí hàng đầu tại cả Tân Cương và Tây Tạng. Việc bổ nhiệm Trần Toàn Quốc được cho là nằm trong một chiến lược rộng hơn của ban lãnh đạo trong Đảng Cộng sản về việc giao phó các quan chức có kinh nghiệm đi quản lý các khu vực biên giới có thành phần dân tộc đa dạng.
10/2017 Trần Toàn Quốc được bầu vào Bộ Chính trị khóa 19 của Đảng Cộng sản Trung Quốc.
Vào ngày 25 tháng 12 năm 2021, Ủy ban Trung ương Đảng Cộng sản Trung Quốc quyết định điều Mã Hưng Thụy tới Khu tự trị Duy Ngô Nhĩ Tân Cương, kế nhiệm Ủy viên Bộ Chính trị khóa XIX Trần Toàn Quốc, vào Ban Thường vụ Khu ủy, nhậm chức Bí thư Đảng ủy Khu tự trị Duy Ngô Nhĩ Tân Cương, đồng thời là Bí thư thứ nhất và Chính ủy thứ nhất của Binh đoàn sản xuất và xây dựng Tân Cương, chính thức lãnh đạo toàn diện Tân Cương.